# Odlikovanje
Odlikovanje je predmet, ki ga prejme odlikovanec kot znamenje za storjene zasluge na različnih področjih odlikovanja. 
Glede na področja se odlikovanja delijo na civilna in vojaška odlikovanja. Obstajajo različne vrste odlikovanj: medalja, red, znak, ...